# Ewa Pięta
Ewa Pięta (ur. 23 lipca 1968 w Warszawie, zm. 23 października 2006) – polska reżyserka, dokumentalistka oraz scenarzystka.
Ukończyła filologię polską na Uniwersytecie Warszawskim (rocznik 1997) oraz reżyserię na Wydziale Radia i Telewizji im. Krzysztofa Kieślowskiego na Uniwersytecie Śląskim w Katowicach, a także Studium Scenariusze w Państwowej Wyższej Szkole Filmowej, Telewizyjnej i Teatralnej im. Leona Schillera w Łodzi. Filmy Ewy Pięty prezentowane były na blisko stu krajowych i międzynarodowych festiwalach filmowych, gdzie zdobyły ponad 20 nagród, głównie za granicą.
Zmarła w wieku 38 lat w wyniku choroby nowotworowej. 

## Reżyseria
- 2011: Czerwony guzik (reżyser zakończyła zdjęcia niedługo przed śmiercią)
- 2006: Płonący Facet
- 2004: Jak motyl (Ewa Pięta zdobyła za ten film około 20 nagród na całym świecie)
- 2001: Dziewczyna z plakatu
- 1998: Piechu
- 1997: Jane sweet Jane

## Scenariusz
- 2011: Czerwony Guzik
- 2004: Jak motyl
- 2001: Dziewczyna z plakatu
- 1998: Piechu
- 1997: Jane sweet Jane